# ТЕЦ Любін
51°25′55″ пн. ш. 16°9′22″ сх. д. / 51.43194° пн. ш. 16.15611° сх. д.
ТЕЦ Любін (ЕС-1) — теплоелектроцентраль у однойменному місті на південному заході Польщі.
В 1968 році для обслуговування мідної копальні у Любіні стала до ладу котельня, обладнана двома вугільними водогрійними котлами рацибузької компанії Rafako типу WR-29 потужністю по 36 МВт. У 1978-му той же виробник додатково змонтував два водогрійні котли WP-81.
Крім того, в 1968—1976 роках на майданчику запустили не менше 5 парових вугільних котлів OR-32, чотири з яких постачила Rafako та не менше одного котлобудівна компанія Fakop із Сосновця. Вони, зокрема, живили запущені в 1973-му та 1976-му дві парові турбіни виробництва Jugoturbina потужністю 10,4 МВт та 10,5 МВт, сполучені з генераторами вроцлавського заводу Dolmel.
Станом на середину 2010-х ТЕЦ діє відокремлено від шахти та має теплову потужність 144 МВт, що забезпечується трьома котлами OR-32 та двома модернізованими водогрійними WLM-25.
Для видалення продуктів згоряння на станції звели три димарі висотою по 80 метрів.